# Sophie Lauwers
Pour les articles homonymes, voir Lauwers.
Sophie Lauwers, née en mars 1966 à Hal et morte le 29 mai 2022 à Bruxelles en Belgique), est une organisatrice et directrice d'exposition belge. 
De 1996 à 2000, elle travaille comme organisatrice d'expositions au sein de l'organisation artistique Roomade (en) de 1997 à 2000 à Bruxelles et depuis 2001 dans l'organisation puis la gestion d'expositions au Palais des Beaux-arts à Bruxelles jusqu'à sa nomination comme directrice générale du Palais des Beaux-arts en octobre 2021, un poste qu'elle a occupé six mois jusqu'à sa mort en mai 2022. 

## Biographie
Sophie Lauwers est née en 1966 à Hal. Elle dit avoir grandi dans un contexte familial difficile, avec une mère malade, et passé beaucoup de temps dans des internats.
Elle suit des cours de ballet à l'école de danse de Jeanne Brabants. Dans plusieurs interviews, elle a affirmé avoir étudié la sinologie, le droit et l'histoire de l'art à la Vrije Universiteit Brussel (VUB) et plus tard, pendant son travail, elle a suivi des cours d'histoire, également à la VUB.  Elle n'a cependant mené aucune de ces formations à terme,,. 
Sophie Lauwers, qui a vécu 25 ans à Molenbeek,, meurt d'un cancer le 29 mai 2022.

### Carrière
Après divers emplois dans la publicité et le marketing, elle commence à travailler dans le secteur des arts où elle travaille avec le commissaire Barbara Vanderlinden, directrice et fondatrice de l'asbl Roomade (en), une plate-forme mobile qui, entre autres, organise le Manhattan Office Tower Project à Bruxelles,. Dans le cadre de Roomade, elle est avec Anne Judong co-coordinatrice de project en 1999 pour l'exposition Laboratorium (en), une exposition commissionnée et curatée par Barbara Vanderlinden avec co-curateur Hans Ulrich Obrist dans le cadre de l’année Van Dyck à Anvers.
En 2000, elle est coordinatrice de projet pour l'exposition Future Heritage Exhibition organisée par Dirk De Wit dans le cadre de Bruxelles 2000 - Cultural Capital EU 2000,,,.  
Elle travaille au Palais des Beaux-Arts (Bozar) de Bruxelles à partir de 2001 sous la direction de Paul Dujardin, CEO et directeur artistique du Palais des Beaux-Arts de Bruxelles (BOZAR) de 2002 à 2021, d'abord comme coordinatrice des expositions, puis de 2011 à 2021 comme directrice du département des expositions,.
À Bozar, Sophie Lauwers, en tant que directrice de l'exposition, est responsable d'un programmation avec, entre autres, des expositions consacrées à Francisco de Zurbaran (2014, curatée par Ignacio Cano Rivero), Bernard van Orley (2019, curatée par Veronique Bücken et Ingrid De Meuter), Giorgio Morandi (2013, organisée et curaté par Maria Cristina Bandera, spécialiste de Morandi), aux sculptures de Pablo Picasso (2017), à l’œuvre de Keith Haring (2020, curaté et organisée par Darren Pihou) encore la grande rétrospective Roger Raveel (2021, curaté par Franz W. Kaiser). Elle porte également à l'attention du public des artistes moins connus comme Michaël Borremans (2014, une exposition organisée par Michaël Borremans et curaté par Jeffrey Grove), David Hockney (2021, organisée par le TATE Modern et curaté par Helen Little and Edith Devaney) ou Rinus Van de Velde. À propos du large éventail d'expositions auxquelles Lauwers a participé à Bozar, on dit qu'elle « a toujours recherché des synergies entre l'art classique et contemporain, mais aussi entre les arts visuels et d'autres disciplines »,. 
Le 15 octobre 2021, elle est nommée directrice générale du Palais des Beaux-Arts et prend ses fonctions le 1er novembre 2021 suivant, succédant à Paul Dujardin,. Elle a été la première femme à occuper ce poste.

## Distinctions
Le 13 mai 2022, Sophie Lauwers figure parmi les 14 « Étoiles de Molenbeek », personnes remarquables de la commune.